# Regina Durrer-Knobel
Pour les articles homonymes, voir Durrer et Knobel.
Regina Durrer-Knobel, née le 17 août 1971 (originaire de Kerns et d'Altendorf), est une personnalité politique suisse, membre du Centre.
Elle est élue députée du canton de Nidwald au Conseil national en octobre 2023.

## Biographie
Regina Durrer-Knobel naît le 17 août 1971. Elle est originaire de Kerns, dans le canton d'Obwald, et d'Altendorf, dans celui de Schwytz.
Elle grandit à Wolfenschiessen, dans le canton de Nidwald.
Au terme de sa scolarité, elle fait un apprentissage d'employé de commerce. Elle exerce cette activité pendant deux ans, puis reprend des études pour obtenir sa maturité à Sarnen. Elle s'inscrit ensuite à la faculté d'économie de l'Université de Berne, dont elle sort diplômée.
Elle est enseignante d'économie, d'abord à Lucerne, puis à l'école professionnelle de Nidwald.
Elle est mariée et mère de trois enfants et vit à Ennetmoos.

## Parcours politique
Elle siège au Conseil communal (exécutif) d'Ennetmoos depuis 2012, où elle est responsable des finances, et au Landrat du canton de Nidwald depuis 2022, où elle préside la commission des finances.
Elle est élue au Conseil national lors des élections fédérales d'octobre 2023, permettant à son parti, qui n'y avait plus de député depuis 28 ans, de prendre le siège de l'UDC Peter Keller, qui ne se représentait pas. Elle est la première femme à occuper l'unique siège du canton de Nidwald au Conseil national, où elle est membre de la Commission de la science, de l'éducation et de la culture (CSEC).